# Agón
Agón là một đô thị ở tỉnh Zaragoza, Aragon, Tây Ban Nha. Theo điều tra dân số 2004 của Viện thống kê Tây Ban Nha census (INE), dân số đô thị này 193 người. Diện tích là 18 km2.

## Biến động dân số
| Biến động dân số của Agón từ năm 1842 đến năm 2001 |      |      |      |      |      |      |      |      |      |      |      |      |      |  |      |
| 1842                                               | 1877 | 1887 | 1897 | 1900 | 1910 | 1920 | 1930 | 1940 | 1950 | 1960 | 1970 | 1981 | 1991 |  | 2001 |
| 243                                                | 409  | 487  | 464  | 499  | 416  | 422  | 340  | 325  | 338  | 328  | 297  | 254  | 229  |  | 186  |